# Estádio La Visera de Cemento
O Estádio La Visera de Cemento é um estádio de futebol localizado na cidade argentina de Cipolletti, no departamento de General Roca, pertencente à província de Río Negro. O estádio pertence ao Club Cipolletti e atualmente tem capacidade para 12.000 torcedores.
A cancha do Cipolletti foi inaugurada em 1956 com um triangular entre Cipolletti, Newell's Old Boys e Unión Alem Progresista. A praça esportiva foi remodelada em 2011 e 2012.